# Kijevskaja (Koltsevajalinjen)
Kijevskaja (ryska: Киевская), är en tunnelbanestation på Koltsevajalinjen (ringlinjen) i Moskvas tunnelbana. Stationen är en "trippelstation", vilket innebär att tre stationer på tre olika linjer ligger i direkt anslutning till varandra, de två andra är stationerna är Kijevskaja (Arbatsko-Pokrovskaja) och Kievskaja (Filjovskaja).
Namnet Kievskaja kommer av att stationen ligger under järnvägsstationen Kievskijstationen. 
Stationens utformning var det vinnande bidraget i en öppen arkitekttävling som hölls i Ukraina. Kijevskaja har låga, fyrkantiga pyloner klädda med vit marmor och stora mosaiker med motiv som hyllar återföreningen av Ryssland och Ukraina. Öppningarna mellan pylonerna är valvformade, och både valven och mosaikerna kantas av magnifika utsirade guldfärgade ramar.
Stationens entré, som delas med de två andra Kijevskaja-stationerna, är inbyggd i järnvägsstationen ovanför.

## Galleri
- Wikimedia Commons har media som rör Kijevskaja (Koltsevajalinjen).

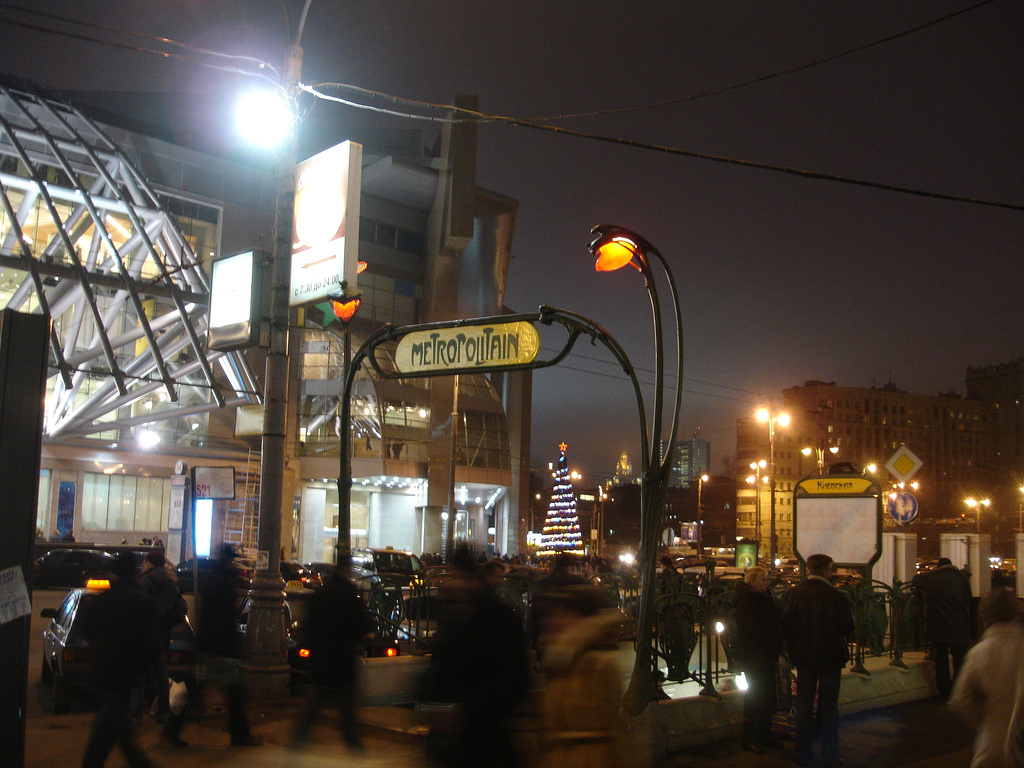
Nedgång, en kopia av en Hector Guimard-entré
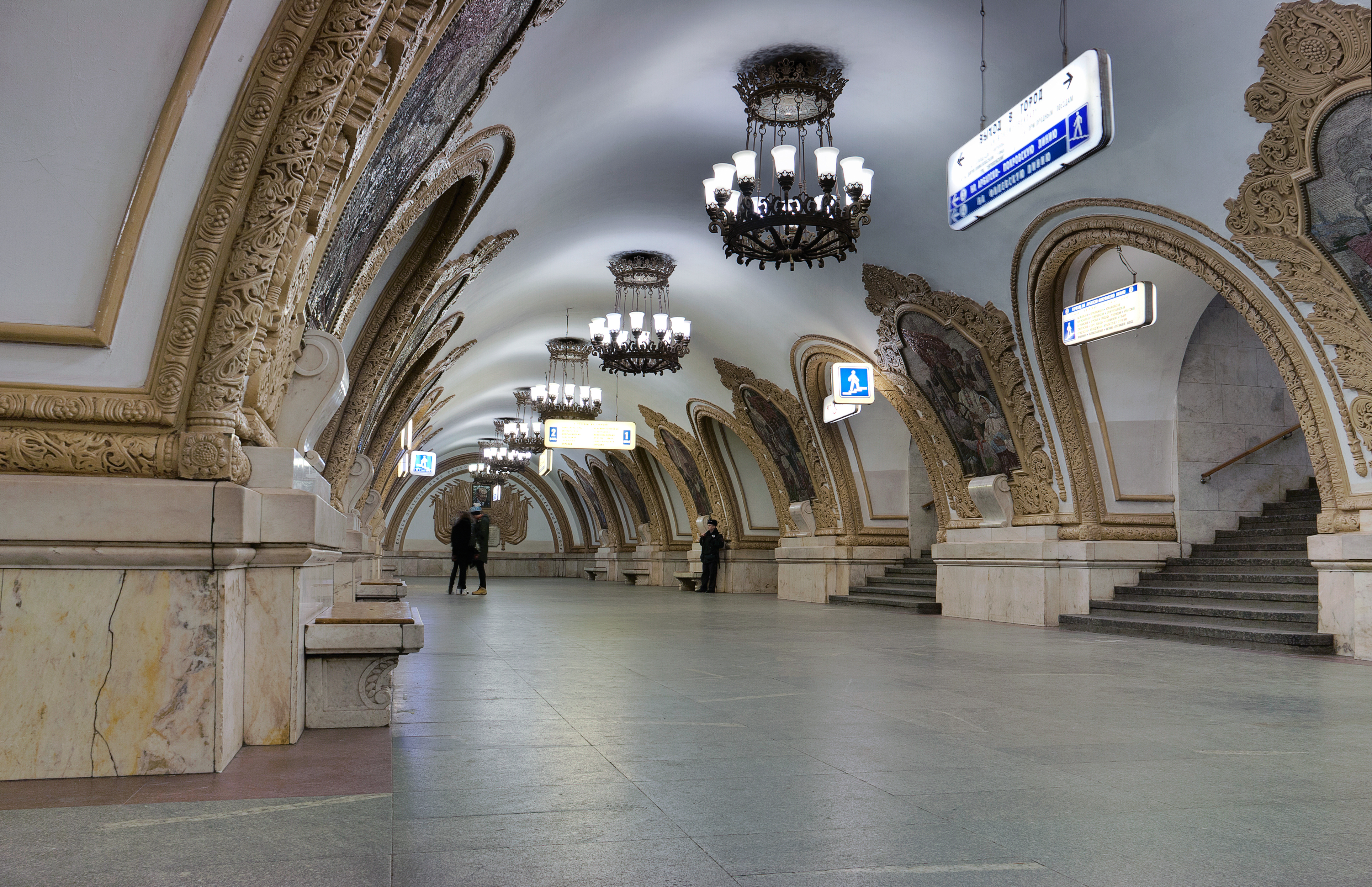